# Chronon
Il chronon è un quanto di tempo proposto, cioè un'unità discreta e indivisibile del tempo facente parte di una teoria che rappresenta il tempo come non-continuo.  

## I primi lavori
Mentre il tempo è una quantità di continuo nella meccanica dei quanti standard e nella relatività generale, molti fisici hanno suggerito che un modello discreto di tempo possa funzionare, specialmente quando si considera la combinazione delle due teorie di cui sopra, per produrre una teoria della gravità dei quanti. Il termine fu introdotto da Robert Lévi nel 1927 .Una teoria dove il tempo fosse una variabile quantistica con uno spettro discreto e che fosse comunque compatibile con la relatività ristretta (o speciale) fu proposta da Chen Ning Yang nel 1947. Henry Margenau nel 1950 suggerì che un chronon potesse essere il tempo impiegato dalla luce per percorrere il raggio classico di un elettrone.

## Lavoro di Caldirola
Un modello importante è stato introdotto da Piero Caldirola nel 1980. Nel modello di Caldirola, un cronon corrisponde a circa 6.27×10−24 secondi per un elettrone. Questo è molto più lungo del tempo di Planck, che è solo circa 5.39×10−44 secondi. Il tempo di Planck è un limite inferiore teorico sulla lunghezza del tempo che potrebbe esistere tra due eventi collegati ma non è una quantizzazione del tempo stesso poiché non vi è alcun requisito che il tempo tra due eventi sia separato da un numero discreto di tempi di Planck. Per esempio, coppie ordinate di eventi (A, B) e (B, C) potrebbero essere separate ciascuna da poco più di un tempo di Planck: questo produrrebbe un limite di misura di un tempo di Planck tra A e B o B e C, ma un limite di 3 tempi di Planck tra A e C. Inoltre il tempo di Planck è una quantizzazione universale del tempo stesso, mentre il chronon è una quantizzazione dell'evoluzione in un sistema lungo la sua linea di universo. Di conseguenza il valore del chronon, come altri osservabili quantizzati in meccanica quantistica, è una funzione del sistema in esame, in particolare delle sue condizioni limite. Il valore del chronon, θ0, è calcolato come
{\displaystyle \theta _{0}={\frac {1}{6\pi \epsilon _{0}}}{\frac {e^{2}}{m_{0}c^{3}}}.}
Da questa formula si può notare che la natura della particella in movimento considerata deve essere specificata, poiché il valore del chronon dipende dalla carica e dalla massa della particella.
Caldirola sostiene che il chronon ha importanti implicazioni per la meccanica quantistica, in particolare che permette di dare una risposta chiara alla domanda se una particella carica in caduta libera emetta o meno radiazioni. Questo modello evita presumibilmente le difficoltà incontrate dagli approcci di Abraham-Lorentz e Dirac al problema e fornisce una naturale spiegazione della decoerenza quantistica.